# Gare centrale de Brno
La gare centrale de Brno (en tchèque : Brno hlavní nádraží) est la plus grande et la plus importante gare ferroviaire de Brno, en République tchèque.

## Histoire
La gare est inaugurée en 1838. 

## Service des voyageurs

### Desserte
Les trains desservent la plupart des grandes villes européennes comme Vienne, Prague, Bratislava et Ostrava. Brno est une des gares desservies par le SC Pendolino.

## Intermodalité
La gare est desservie par le tramway de Brno et le trolleybus de Brno devant la gare.

## Galerie de photos

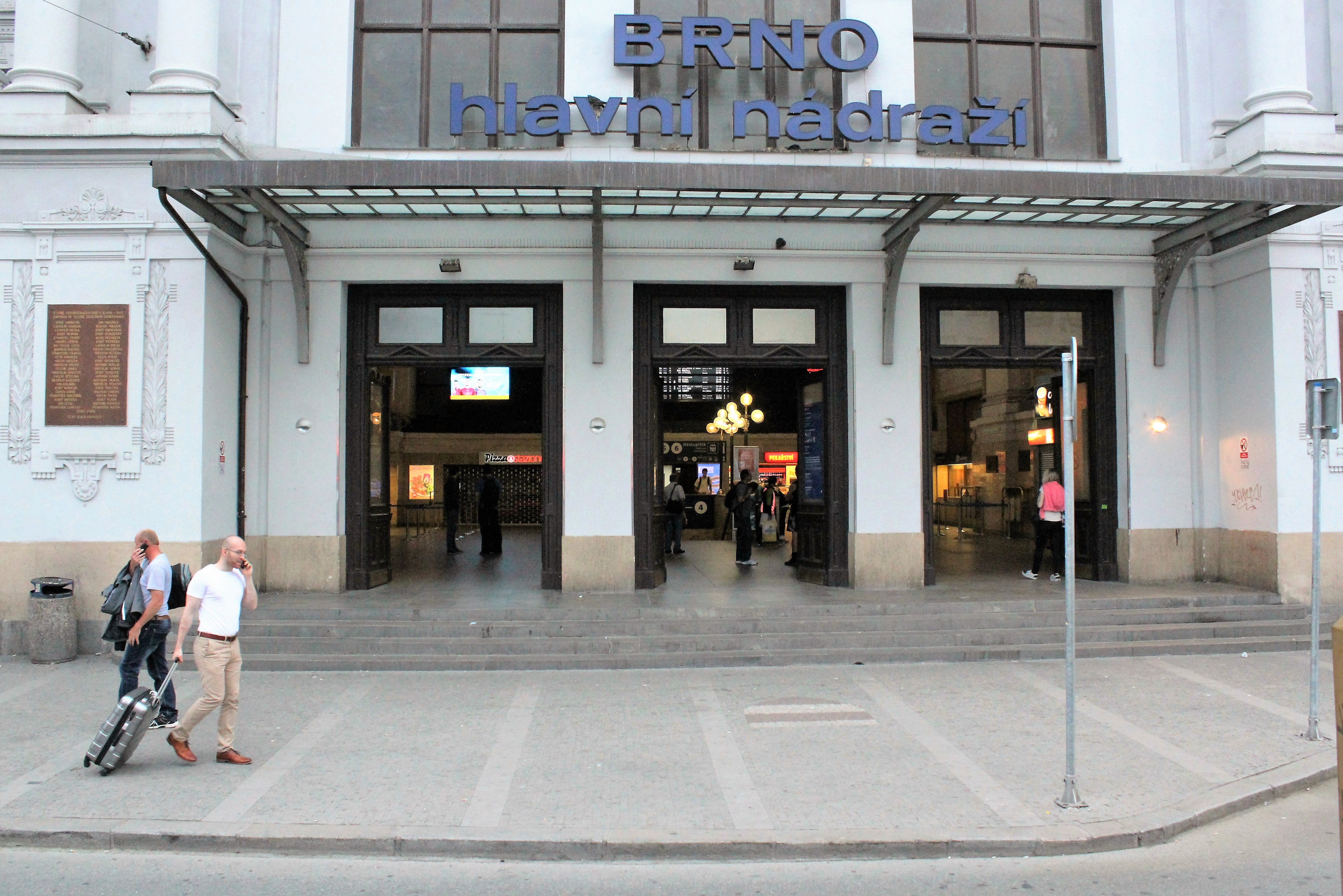
L'entrée principale
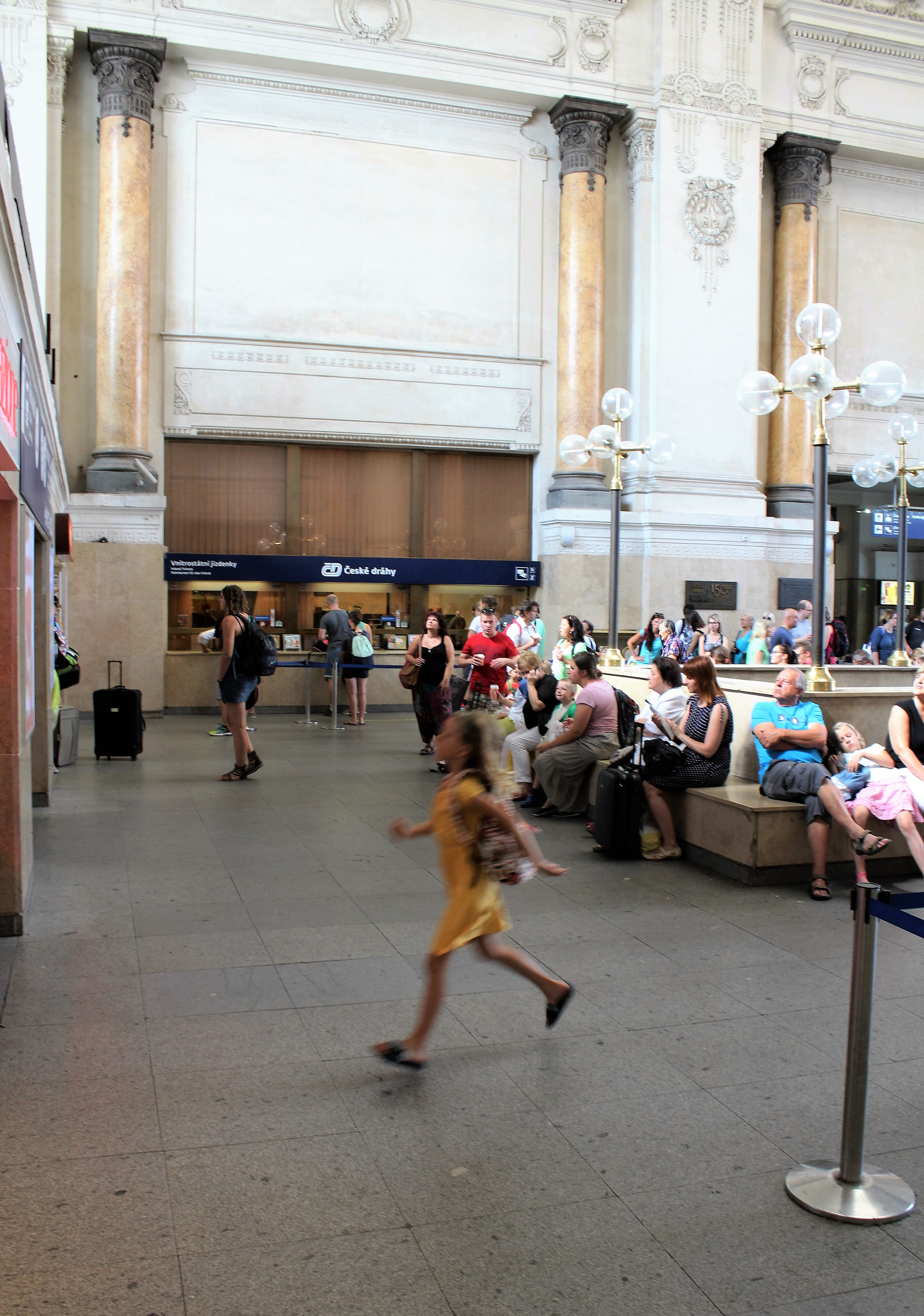
Hall de la gare
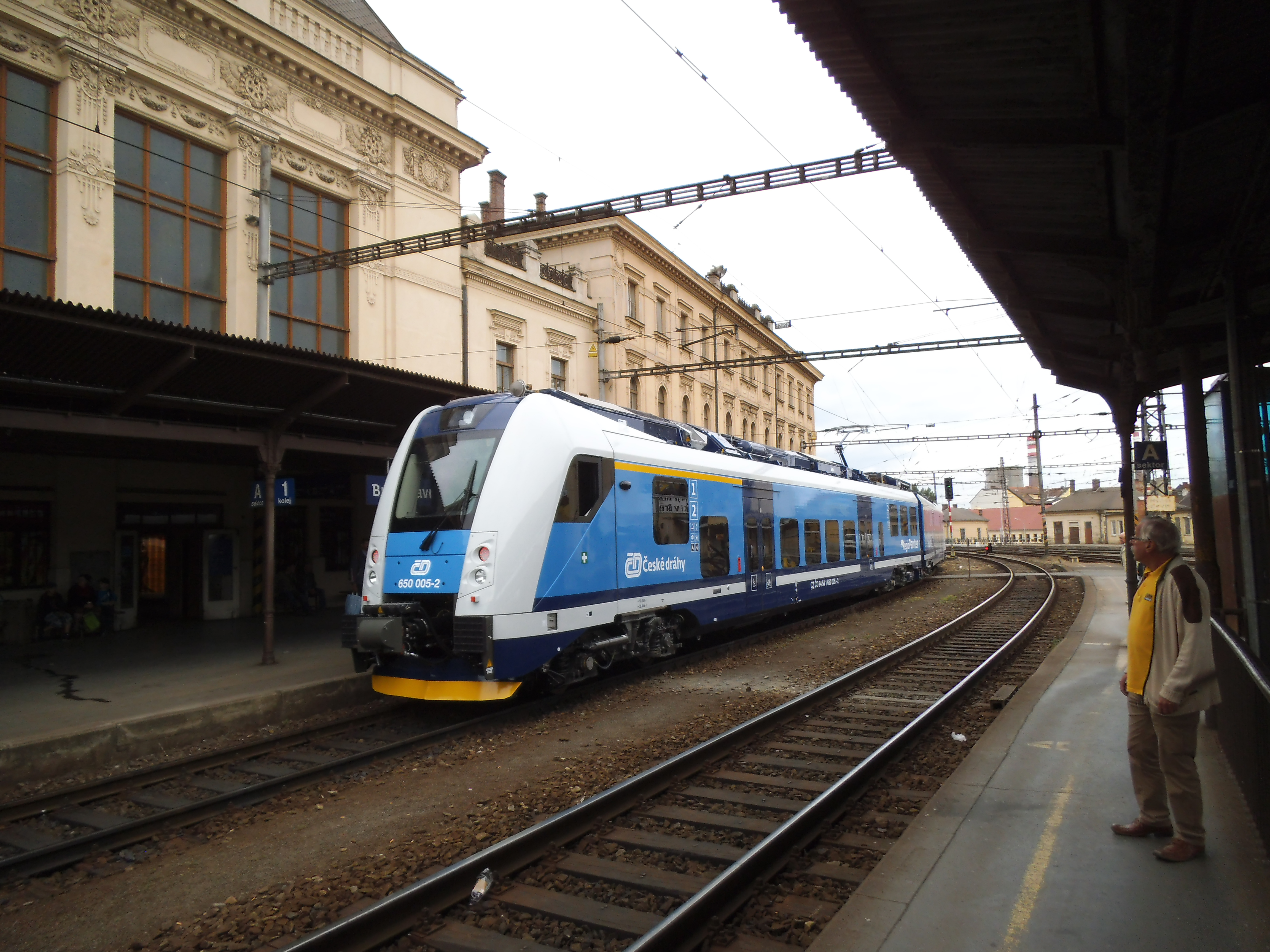
Voies
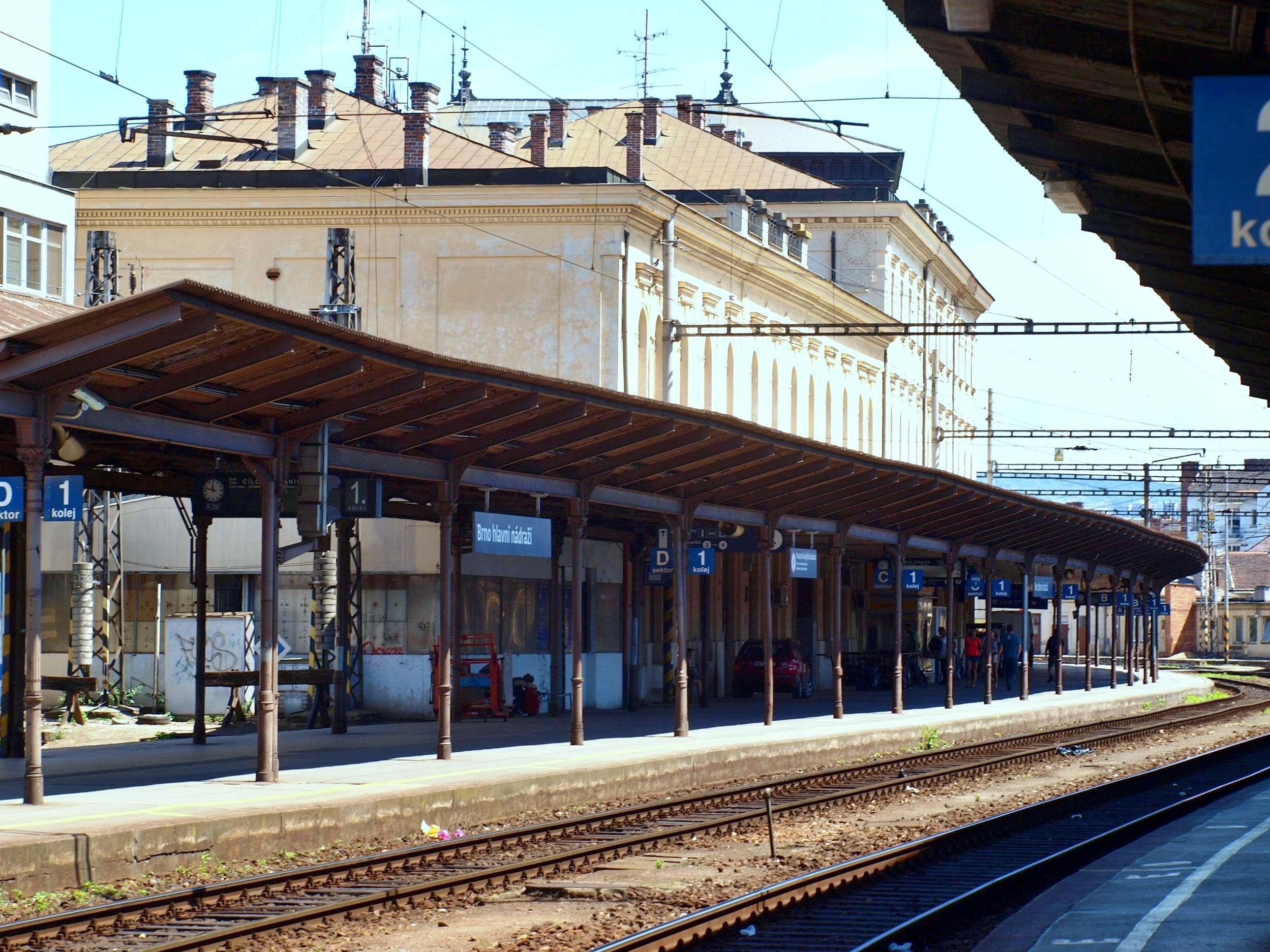
Voies